# Vilém z Beaujeu
Vilém z Beaujeu, také Guillaume de Beaujeu nebo William Beaujeu (cca 1243? – 18. května 1291 Akko) byl od roku 1273 až do své smrti dvacátým prvním velmistrem templářů. Padl při obraně Akonu v den pádu města.